# Wolfheze
Wolfheze est un village situé dans la commune néerlandaise de Renkum, en province de Gueldre.